# Szerelem vagy kötelesség
A Szerelem vagy kötelesség (eredeti címe: Young Royals) a Netflix 2021 és 2024 között vetített saját gyártású sorozata. Egy internátusban játszódik, ahol a svéd koronaherceg (Wilhelm) és egy tanulótársa (Simon Eriksson) szerelmét, illetve az ebből adódó történéseket követi nyomon. Az első évadot 2021. július 1-jén mutatták be, míg a második évadot 2022. november 1-jén. 2022 decemberében bejelentették a harmadik, egyben utolsó évad forgatását, melynek első öt epizódja 2024. március 11-én jelent meg, a sorozat fináléja pedig 2024. március 18-án került adásba.

## Szereplők
| Szereplő neve        | Színész neve          | Magyar hang                                    | Leírás |
| -------------------- | --------------------- | ---------------------------------------------- | --- |
| Wilhelm              | Edvin Ryding          | Bauer Gergő                                    | A svéd koronaherceg.                                                                                      |
| Simon Eriksson       | Omar Rudberg          | Katona Péter Dániel                            | A Hillerska kórusának tagja, bejáró és ösztöndíjas tanuló. Sara testvére illetve, Wilhelm barátja.        |
| August Horn of Årnäs | Malte Gårdinger       | Fáncsik Roland                                 | Wilhelm unokatestvére egy nemesi családból származó harmadéves tanuló. Az iskolai evező csapat kapitánya. |
| Sara Eriksson        | Frida Argento         | Schmidt Sára (1. évad) Rudolf Szonja (2. évad) | Simon nővére. Bejáró és ösztöndíjas tanuló. Asperger-szindrómával és ADHD-val küzd.                       |
| Felice Ehrencrona    | Nikit Uggla           | Dér Marus                                      | |
| Kristina             | Pernilla August       | Kocsis Judit                                   | Svédország királynője. Wilhelm és Erik hercegek édesanyja.                                                |
| Linda                | Carmen Gloria Pérez   | Pikali Gerda                                   | Simon és Sara édesanyja.                                                                                  |
| Ayub                 | Inti Zamora Sobrado   | Baráth István                                  | Simon barátja                                                                                             |
| Erik                 | Ivar Forsling         | Rohonyi Barnabás                               | Wilhelm bátyja.                                                                                           |
| Rosh                 | Beri Gerwise          | Kanyó Kata                                     | Simon barátja.                                                                                            |
| Micke                | Leonard Terfelt       | Dévai Balázs                                   | Simon és Sara édesapja.                                                                                   |
| Anette Lilja         | Ingela Olsson         | Zsurzs Kati                                    | A Hillerska igazgatója.                                                                                   |
| Stella               | Felicia Truedsson     | Hermann Lilla                                  | |
| Fredrika             | Mimmi Cyon            | Mikita Dorka                                   | |
| Madison McCoy        | Nathalie Varli        | Laudon Andrea                                  | |
| Nils                 | Samuel Astor          | Kenéz Ágoston                                  | |
| Alexander Bragé      |                       | Rada Bálint                                    | |
| Alexander            | Xiao-Long Rathje Zhao | Kretz Boldizsár                                | |
| Henry                | Fabian Penje          | Kálmán Barnabás                                | |
| Vincent              | Nils Wetterholm       | Timon Barna                                    | |
| Marcus               | Tommy Wättring        | L. Nagy Attila                                 | A 2. évadban Simon szeretője.                                                                             |
| Flippa               |                       | Mohácsi Nóra                                   | |
| Jan Olof Munck       | Magnus Ehrner         | Kajtár Róbert                                  | Királyi tanácsadó.                                                                                        |
| Walter               |                       | Tóth Márk                                      | |
| Louise               |                       | Nádasi Veronika                                | |
| Smysan               |                       | Kisfalvi Krisztina                             | |
| Boris                |                       | Berzsenyi Zoltán                               | |
| Rickard              |                       | Szabó Máté                                     | |
| Englund úr           |                       | Németh Gábor                                   | |
| Ahdal tanárnő        |                       | Tóth Szilvia Andrea                            | |

### Magyar változat
A szinkront a Mafilm Audio Kft. készítette.
- Magyar szöveg: Pallinger Emőke
- Hangmérnök: Nemes László
- Vágó: Kajdácsi Brigitta
- Gyártásvezető: Kincses Tamás
- Szinkronrendező: Dóczi Orsolya
- Produkciós vezető: Kónya Andrea
- További magyar hangok: Ács Petra, Bach Zsófia, Bor László, Csuha Lajos, Csúz Lívia, Fabó Györgyi, Farkas Zita, Fehérváry Márton, Gloviczki Bernát, Gyabronka József, Jeney Luca, Kádár Kinga, Kelemen Noel, Király Adrián, Koós Boglárka, Kuttner Bálint, L. Nagy Attila, László Gáspár, Lipcsey-Colini Borbála, Lovas Dániel, Németh Attila István, Pásztor Dániel, Sági Tímea, Szabó Endre, Varga Lili, Zámbori Soma

## Forgatás

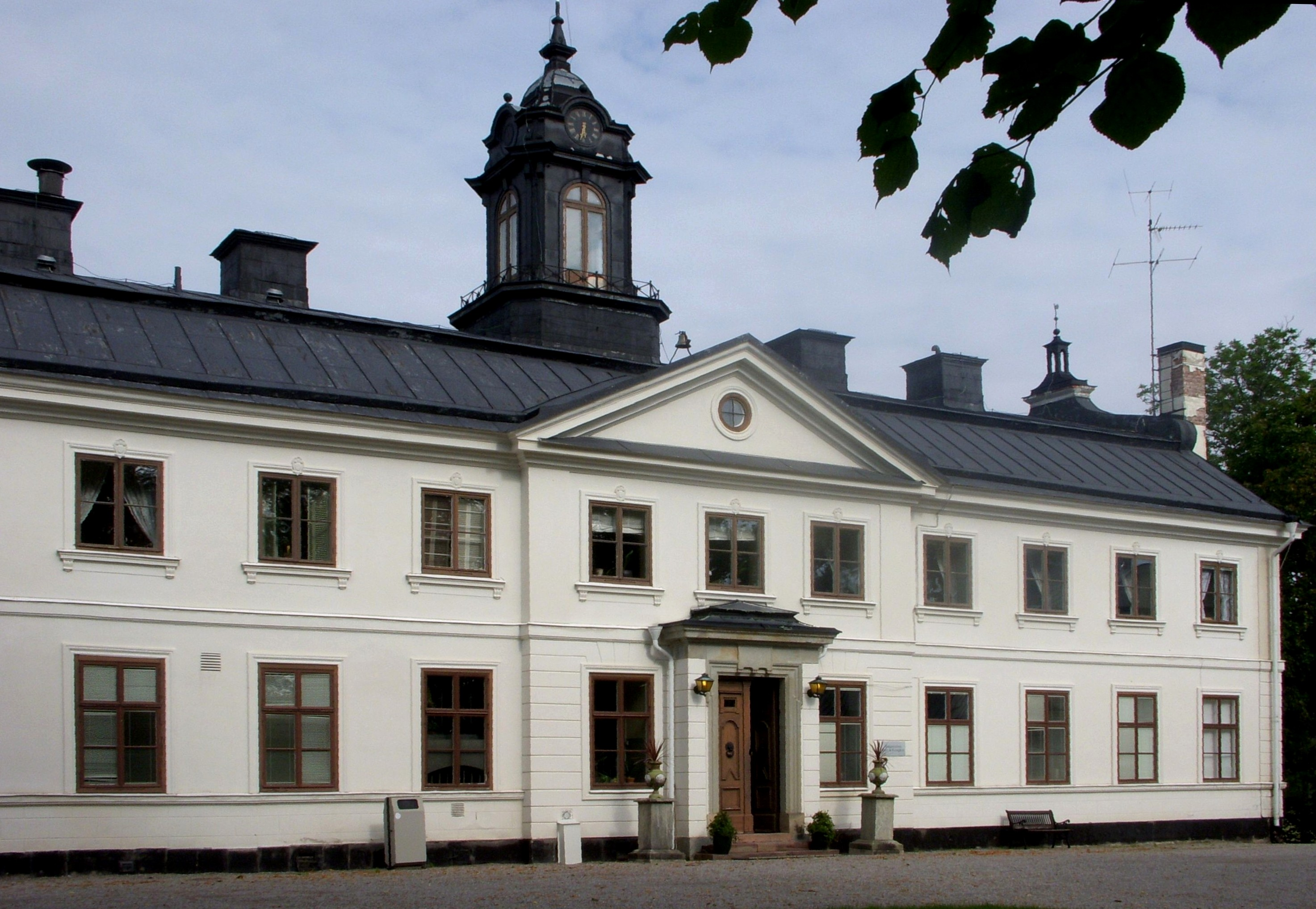
A Kaggeholms gård-i kastély

A sorozat legfőbb helyszíne a Hillerska internátus, amelyet a valóságban a Kaggeholms gårdban, egy Stockholm közeli kastélyban forgattak, ami egyébként konferenciaközpontként üzemel. A királyi palotában játszódó jeleneteket a Stora Sundby kastélyban forgatták. Az 1. évad 6 része 2021. július 1-jén vált elérhetővé a Netflixen. 2021. szeptember 22-én bejelentették a második évadot, ami aztán 2022. november 1-jén vált elérhetővé. A harmadik és egyben utolsó évad forgatása 2023 áprilisában kezdődött, majd júniusban befejeződött.

## Nézettség
Az első évad 12 országban a 10 legtöbbet játszott tartalom közé került több mint 9,8 millió órával. A megjelenés első hetében a Netflix 8. legnézettebb nem angol nyelvű sorozata volt.
A második évad már 26 országban végzett a 10 legtöbbet játszott tartalom között több mint 18 millió órával a megjelenés első hetében. Ugyanezen a héten a második évad a 3. legnézettebb nem angol nyelvű sorozat volt világszinten.

## Epizódlista
| Évad | Évad | Epizódok | Eredeti sugárzás  | Eredeti sugárzás  | Magyar sugárzás   | Magyar sugárzás   |
| Évad | Évad | Epizódok | Évadpremier       | Évadfinálé        | Évadpremier       | Évadfinálé        |
| ---- | ---- | -------- | ----------------- | ----------------- | ----------------- | ----------------- |
|      | 1.   | 6        | 2021. július 1.   | 2021. július 1.   | 2021. július 1.   | 2021. július 1.   |
|      | 2.   | 6        | 2022. november 1. | 2022. november 1. | 2022. november 1. | 2022. november 1. |
|      | 3.   | 6        | 2024. március 11. | 2024. március 18. | 2024. március 11. | 2024. március 18. |

### 1. évad
| #         | Rendezte       | Írta                                        | Eredeti premier | Magyar premier  |
| --------- | -------------- | ------------------------------------------- | --------------- | --------------- |
| 1. epizód | Rojda Sekersöz | Lisa Ambjörn, Lars Beckung és Sofie Forsman | 2021. július 1. | 2021. július 1. |
| 2. epizód | Rojda Sekersöz | Lisa Ambjörn, Lars Beckung és Sofie Forsman | 2021. július 1. | 2021. július 1. |
| 3. epizód | Erika Calmeyer | Lisa Ambjörn, Lars Beckung és Sofie Forsman | 2021. július 1. | 2021. július 1. |
| 4. epizód | Rojda Sekersöz | Lisa Ambjörn, Lars Beckung és Sofie Forsman | 2021. július 1. | 2021. július 1. |
| 5. epizód | Erika Calmeyer | Lisa Ambjörn, Lars Beckung és Sofie Forsman | 2021. július 1. | 2021. július 1. |
| 6. epizód | Erika Calmeyer | Lisa Ambjörn, Lars Beckung és Sofie Forsman | 2021. július 1. | 2021. július 1. |

### 2. évad
| #         | Rendezte       | Írta                                        | Eredeti premier   | Magyar premier    |
| --------- | -------------- | ------------------------------------------- | ----------------- | ----------------- |
| 1. epizód | Rojda Sekersöz | Lisa Ambjörn                                | 2022. november 1. | 2022. november 1. |
| 2. epizód | Rojda Sekersöz | Lisa Ambjörn és Pia Gradvall                | 2022. november 1. | 2022. november 1. |
| 3. epizód | Kristina Humle | Lisa Ambjörn, Sofie Forsman és Tove Forsman | 2022. november 1. | 2022. november 1. |
| 4. epizód | Kristina Humle | Lisa Ambjörn                                | 2022. november 1. | 2022. november 1. |
| 5. epizód | Lisa Farzaneh  | Lisa Ambjörn, Sofie Forsman és Tove Forsman | 2022. november 1. | 2022. november 1. |
| 6. epizód | Lisa Farzaneh  | Lisa Ambjörn                                | 2022. november 1. | 2022. november 1. |

### 3. évad
| #         | Rendezte | Írta | Eredeti premier   | Magyar premier    |
| --------- | -------- | ---- | ----------------- | ----------------- |
| 1. epizód |          |      | 2024. március 11. | 2024. március 11. |
| 2. epizód |          |      | 2024. március 11. | 2024. március 11. |
| 3. epizód |          |      | 2024. március 11. | 2024. március 11. |
| 4. epizód |          |      | 2024. március 11. | 2024. március 11. |
| 5. epizód |          |      | 2024. március 11. | 2024. március 11. |
| 6. epizód |          |      | 2024. március 18. | 2024. március 18. |

## Kritika
A Szerelem vagy kötelesség a kritikusok elismerését és a közönségtől kapott pozitív visszajelzést. A Rotten Tomatoes kritika gyűjtő oldalon a sorozatot 5 kritika alapján 100%-os támogatottságot kapott a 10/8,3-as értékeléssel. A sorozatot dicsérték a való élethez való hűségéért, amiért tinédzsereket castingolt a tinédzser szerepekre és a bőr textúráját hibákkal mutatja be.
Egyes kritikusok és nézők olyan sorozatokhoz hasonlították, mint az Elite, a Gossip Girl – A pletykafészek, A korona és a Skam.

## Külső hivatkozások
- Netflix